# Poldy Bird

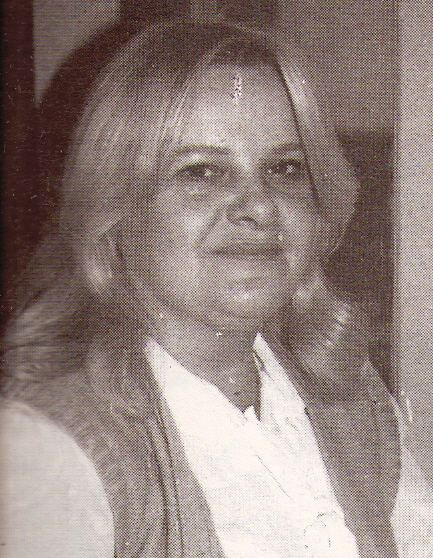
Poldy Bird

Poldy Bird (16 tháng 12 năm 1941 – 1 tháng 6 năm 2018) là một nhà văn và nhà thơ người Argentina, người đã đóng góp cho một số tờ báo ở Argentina và trên toàn thế giới.

## Cuộc sống và công việc
Bà sinh ra ở Paraná, thuộc tỉnh Entre Ríos, Argentina, nhưng khi còn trẻ bà sống ở Buenos Aires. Ngày 10 tháng 8 năm 1949, khi bà lên 8 tuổi, mẹ bà, Leopoldina Lichtschein, cũng là một nhà văn và nhà thơ, đã chết trong một tai nạn xe lửa. Sự kiện bi thảm này đánh dấu cuộc đời của Bird, nhưng cũng báo hiệu số phận của bà với tư cách là một nhà văn.
Ở tuổi 13, bà đã thắng giải một cuộc thi thơ. Ở tuổi 16, bà đã xuất bản truyện ngắn đầu tiên của mình, và năm sau bà bắt đầu xuất bản một cách chuyên nghiệp những bài thơ và văn bản trong các tạp chí quan trọng, trên Argentina và thế giới. Ngoài việc sản xuất văn bản nhằm vào trẻ em và thanh thiếu niên, bà còn là giám đốc của tạp chí Vosotras, mà bà đã biến thành một tạp chí nổi tiếng cho các ấn phẩm mang nữ tính. Bird đã được trao một số giải thưởng quốc tế, chẳng hạn như Santa Clara de Asís và Premio Mundial Consagración de la Literatura.
Trong số các bản văn nổi tiếng nhất của bà là Cuentos para Verónica (để vinh danh bà con gái đầu lòng), Cuentos para leer sin rimel, Nuevos cuentos para Verónica, và Cuentos con niebla. Về cuốn sách đầu tiên Cuentos para Verónica, một số nguồn tin cho rằng đây là một trong những ấn phẩm được bán nhiều nhất ở Argentina, sau Martín Fierro, với kỷ lục hai triệu cuốn sách được bán tại Argentina; cuốn sách này được cho là cuốn sách đầu tiên của Argentina được dịch sang tiếng Nhật.